# M-11 Sztorm
M-11 Sztorm – radziecki morski kompleks kierowanych przeciwlotniczych pocisków rakietowych (klasy woda-powietrze), średniego zasięgu (oznaczenie w kodzie NATO: SA-N-3 Goblet). Znajdował się w służbie od 1969 do 2014 roku, używany tylko na dużych okrętach marynarki ZSRR, od wielkości krążowników. Nie posiadał odpowiednika wśród systemów przeciwlotniczych bazowania naziemnego.

## Historia
Prace nad kompleksem rakietowym M-11 rozpoczęły się jeszcze przed wdrożeniem do produkcji pierwszego radzieckiego kompleksu okrętowych rakiet przeciwlotniczych M-1 Wołna, na podstawie postanowienia Rady Ministrów ZSRR z 25 lipca 1959 roku. Wiodącym biurem konstrukcyjnym był instytut badawczy NII-10 (późniejszy Altair), który opracował też system M-1. Celem było przede wszystkim zwiększenie zasięgu i odporności na zakłócenia. Początkowo nowy system miał mieć wiele wspólnego z M-1, w tym zmodyfikowany radar Jatagan, lecz w toku rozwoju wszystkie komponenty opracowano na nowo. Samą rakietę opracowywało biuro OKB-2, wyrzutnię biuro CKB-34, a inne elementy inne biura. W 1962 roku zmieniono konfigurację i gabaryty pocisku W-611, co wymagało przeprojektowania wyrzutni, magazynu pocisków i urządzeń naprowadzania. W toku prac rozważano kilka konstrukcji wyrzutni, jedno– i dwuprowadnicowych, ze składowaniem pocisków poziomym lub pionowym (oznaczenia SM-102, SM-136). Dla prób systemu, w 1964 roku przebudowano stary krążownik „Woroszyłow” projektu 26 na okręt doświadczalny OS-24. Pierwsze odpalenie pocisku W-611 z OS-24 miało miejsce w grudniu 1964 roku. Dalsze próby prowadzono także na lądzie, głównie na poligonie koło Teodozji.
Ostatecznie dla systemu opracowano dwuprowadnicowe wyrzutnie, ładowane w pozycji pionowej. Pociski składowane były pod wyrzutnią w pozycji pionowej. Istnieją jednak rozbieżności w publikacjach w zakresie oznaczeń konkretnych wzorów wyrzutni, różniących się pojemnością i konfiguracją magazynów pocisków pod wyrzutnią. W pierwszym wariancie B-187, wprowadzonym na krążownikach śmigłowcowych projektu 1123, pod wyrzutnią znajdował się dwupiętrowy magazyn, z czterema bębnami na piętrze, z których każdy miał sześć pocisków (łącznie 48 pocisków na wyrzutnię). Bębnom odpowiadały cztery luki załadowcze. Dla mniejszych krążowników projektu 1134A opracowano wariant B-187A z jednokondygnacyjnym magazynem z czterema bębnami (24 pociski na wyrzutnię). Dla krążowników projektu 1134B opracowano nowy wariant B-192 z większym magazynem taśmowym. Mieścił on 36 pocisków oraz dodatkowe 4 na stelażach. Niejasne jest natomiast, jakie wyrzutnie i zapas pocisków miały projektu 1143. Ogółem powstały 44 wyrzutnie dla 22 okrętów.
W 1962 roku przewidywano, że nowy system zostanie zainstalowany po raz pierwszy na krążownikach rakietowych projektu 1134, lecz nie był gotowy i wyposażono je ostatecznie w kompleks M-1. W 1967 roku pierwsze wyrzutnie przekazano do zamontowania na pierwszym krążowniku śmigłowcowym proj. 1123 „Moskwa”, który wszedł do służby jeszcze w tym roku. Oficjalnie kompleks M-11 Sztorm przyjęto na uzbrojenie w 1969 roku. W kodzie NATO system otrzymał oznaczenie SA-N-3 Goblet, a jego radar naprowadzania: Head Lights.
Kompleks Sztorm pozostał jedynym radzieckim systemem przeciwlotniczym istniejącym tylko w wersji okrętowej, bez odpowiednika lądowego. Planowano na jego bazie opracować rakietę dla kompleksu Krug, lecz ostatecznie wybrano dla niego inny pocisk. Pocisk W-611 leżał jednak u podstaw rozwoju pocisku ziemia-ziemia Toczka. Wadą była duża masa elementów systemu, zwłaszcza stacji naprowadzania, uniemożliwiająca stosowanie go na okrętach poniżej 5000 t wyporności. Uważany był za system uniwersalny – dzięki sporej masie głowicy, był skuteczny także przeciwko okrętom.
W 1972 roku wdrożono zmodyfikowaną wersję Sztorm-M, przystosowaną do zwalczania celów niskolecących, manewrujących i oddalających się. W latach 80. wdrożono modernizację do standardu Sztorm-N, przystosowaną także do zwalczania pocisków przeciwokrętowych. Według innych źródeł, Sztorm-M wprowadzono w 1969 roku, a różnił się on głównie stacją naprowadzania Grom-M, przeznaczoną także dla rakietotorped Mietiel, natomiast Sztorm-N z 1986 roku był przystosowany do zwalczania celów niskolecących. W latach 70. pracowano także nad zasadniczą modernizacją systemu i zwiększeniem zasięgu do 50 km, lecz prace te zarzucono, skupiając się na rozwoju nowego systemu S-300F Fort.
Ostatnim okrętem pozostającym w służbie uzbrojonym w kompleks Sztorm był „Kercz” proj. 1134B, pozostający od 2014 roku w rezerwie.

## Opis

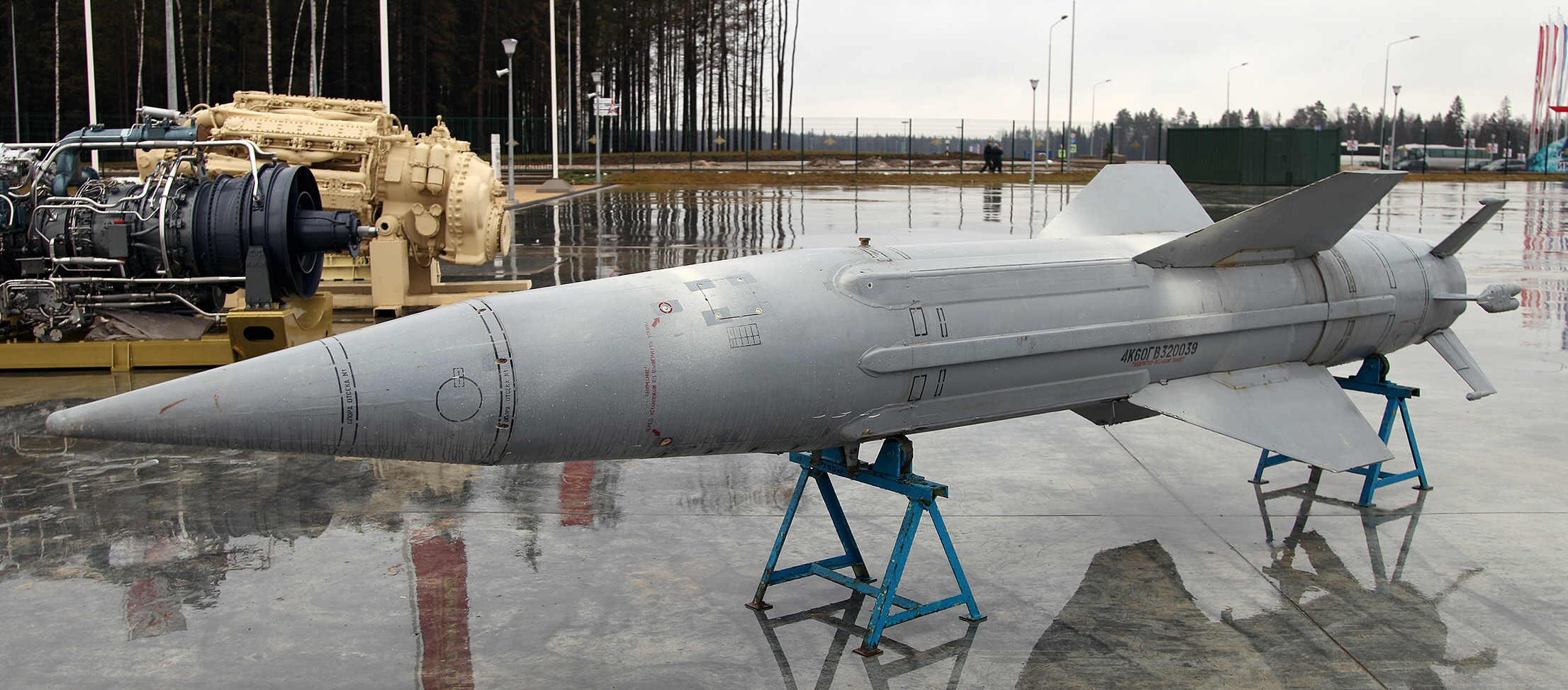
Pocisk W-611

Rakiety W-611 (4K60) są jednostopniowe, na paliwo stałe. Mają masę 1836 kg, w tym 126 kg części bojowej. Długość pocisku wynosi 615,6 cm, średnica kadłuba 60 cm, a rozpiętość stateczników 170 cm. Pocisk rozwija maksymalną prędkość ok. 1200 m/s, a w pobliżu celu średnio 650–800 m/s. Mogą zwalczać cele lecące z prędkością do 700 m/s. Zapalnik zbliżeniowy zapewnia zniszczenie celu przy odległości 40 metrów. System nadaje się także do zwalczania celów nawodnych.

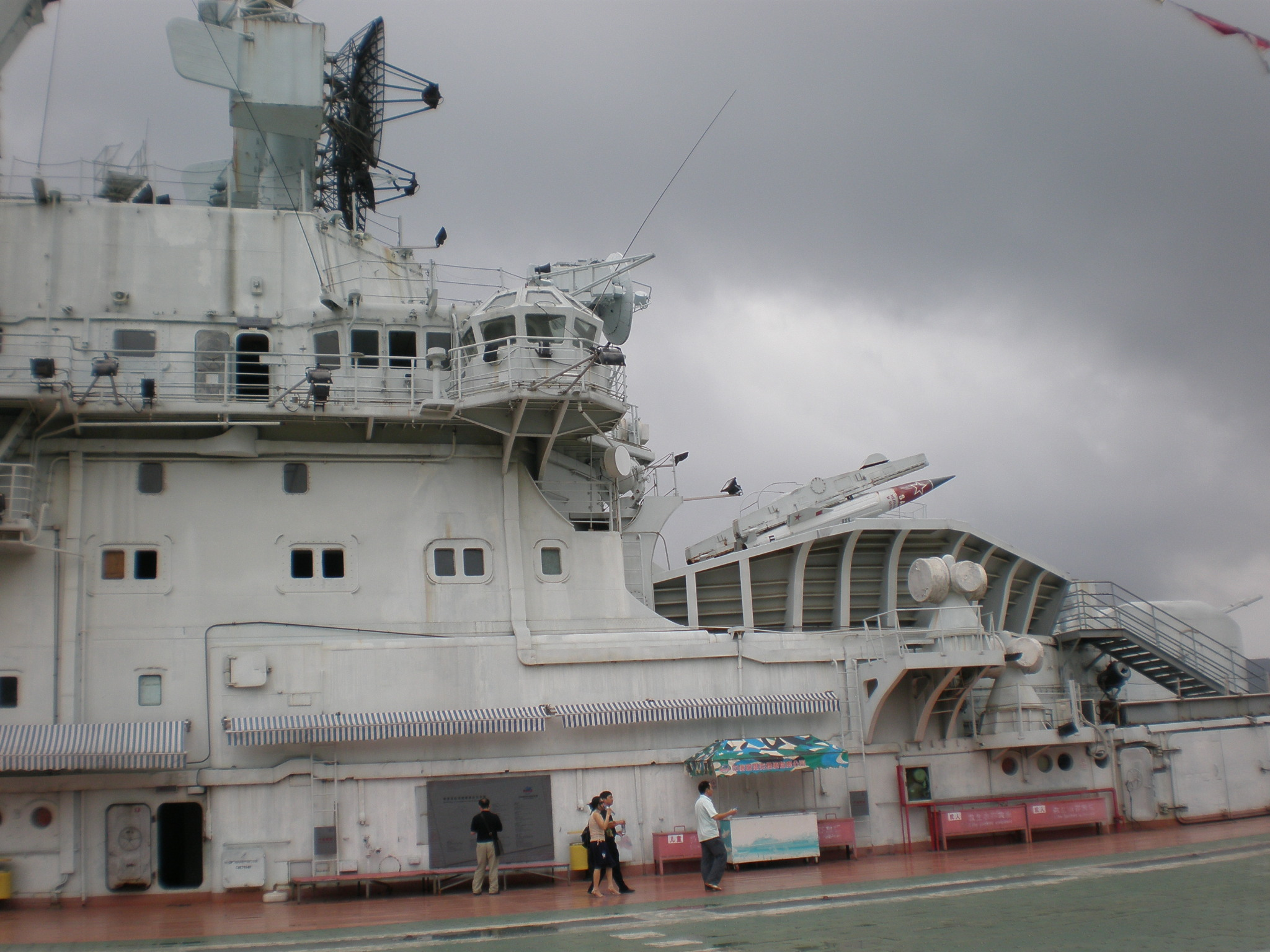
Wyrzutnia Sztorm na zachowanym krążowniku lotniczym „Minsk” proj. 1143 – po lewej widoczna stacja radiolokacyjna Grom

Stacja naprowadzania 4R60 Grom miała masywny blok antenowy, z dwoma dużymi antenami parabolicznymi do śledzenia celu, dwoma mniejszymi powyżej do śledzenia pocisków oraz tubową anteną wysyłania sygnałów kierowania pomiędzy antenami śledzenia pocisków. W celu zmniejszenia ryzyka zakłócenia systemu, wszystkie anteny działają na różnych częstotliwościach, co jest przyczyną zdublowania anten.
Czas przygotowania kompleksu do akcji wynosi 3 minuty 40 sekund. Odstęp między odpaleniami obu pocisków   wynosi 40 sekund lub 30 sekund.  Czas potrzebny na przeładowanie wynosił 7,5 minuty.

## Zastosowanie
- 2 krążowniki śmigłowcowe projektu 1123 (ozn. NATO Moskva) (2 wyrzutnie B-187, 96 pocisków)[12][a]
- 10 krążowników rakietowych proj. 1134A (ozn. NATO Kresta II) (2 wyrzutnie B-187A, 48 pocisków)[6][b]
- 7 krążowników rakietowych proj. 1134B (ozn. NATO Kara) (2 wyrzutnie B-192, 80 pocisków)[13][6]
- 3 krążowniki lotnicze projektu 1143 (ozn. NATO Kiev) (2 wyrzutnie B-192, 96 pocisków[14], wg innych źródeł B-189, 96 pocisków[2] lub B-192A z nieznanym zapasem[15][c])